# Igor Alexandrowitsch Krawtschuk
Igor Alexandrowitsch Krawtschuk (russisch Игорь Александрович Кравчук; * 13. September 1966 in Ufa, Russische SFSR) ist ein ehemaliger russischer Eishockeyspieler.

## Karriere
Seine Karriere begann 1982/83 bei Salawat Julajew Ufa. Hier spielte der Verteidiger bis zur Saison 1987/88, ehe er zum ZSKA Moskau wechselte. Insgesamt erzielte er 16 Tore in 243 Spielen in der sowjetischen Liga. Beim NHL Entry Draft 1991 war er in der vierten Runde an 71. Stelle durch die Chicago Blackhawks ausgewählt worden. So wagte er nach dem Zerfall der Sowjetunion den Sprung in die National Hockey League.
Zum Ende der Saison 1991/92 stieß er zu den Blackhawks und setzte sich dort auf Anhieb durch. Nach dem Erreichen der Stanley Cup Finals wurde er im Laufe der kommenden Spielzeit gemeinsam mit Dean McAmmond an die Edmonton Oilers abgegeben, die im Gegenzug Joe Murphy erhielten. Dort spielte er 1993/94 seine beste Saison und brachte es auf 50 Scorerpunkte. Im Januar 1996 wechselte er zu den St. Louis Blues. Die Saison 1997/98 begann er mit den Ottawa Senators, die ihn für Steve Duchesne geholt hatten. Das Spiel der Senators baute auf schnelle Schlittschuhläufer auf und das lag Krawtschuk, der so auch für das NHL All-Star Game 1999 nominiert wurde. Im Laufe der Spielzeit 2000/01 wechselte er zu den Calgary Flames und spielte dort eineinhalb Spielzeiten. Er brachte es später noch auf sieben Spiele für die Florida Panthers, bevor er seine Karriere beendete.
Früh wurde er in das Team der sowjetischen Eishockeynationalmannschaft berufen. Am 6. April 1987 stand er in einem Spiel gegen Schweden zum ersten Mal für die Sbornaja auf dem Eis. Nach 1991 war er weiterhin Mitglied des Vereinten Teams und dann später der russischen Nationalmannschaft.
Seine internationale Karriere wurde mit den Goldmedaillen bei den Olympischen Winterspielen 1988 und 1992 gekrönt. 1988 wurde er in als Verdienter Meister des Sports der UdSSR ausgezeichnet.

## Sportliche Erfolge
- 1986 Goldmedaille bei der Juniorenweltmeisterschaft
- Olympiasieger: 1992
- Weltmeister: 1990

### Persönliche Auszeichnungen
- Teilnahme am NHL All-Star Game: 1998